# Kozograd
Kozograd (Kozovgrad) je utvrda kod Fojnice. Jedan od temelja povijesnosti Bosne, njezine državotvornosti, cjelovitosti i bogate kulture. Ne zna se točno vrijeme izgradnje. Pouzdano je poznato da je bio ljetnikovac bosanskih kraljeva i posljednje utočište bosanske kraljice Katarine. 
Smješten je na obroncima planine Zeca, na 1430 metara nadmorske visine.
U povijesnim vrelima prvi se put spominje 1434. godine. U slučaju opasnosti ovamo su se sklanjali Dubrovčani iz Fojnice sa svojim dragocjenostima. Bila je ljetnikovac i varoš kraljeva srednjovjekovne bosanske države. Danas je ekološki ugrožen jer je usred Kozograda smješten RTV odašiljač. Fojnički fratri u suradnji s franjevačkom mladeži i ekolozima iz Fojnice pokrenuli su inicijativu za dislociranje odašiljača.
Bosanska kraljica Katarina Kosača-Kotromanić, kći Stjepana Vukčića Kosače, rado je boravila u Kozogradu. Za života je podigla nekoliko kapela i crkava: Svetu Katarinu u Jajcu, Presveto Trojstvo u Vrilima kod Kupresa, franjevački samostan i crkvu Svete Kate u Kreševu i ovdje u Kozogradu kapelu. Poslije suprugove smrti živjela je povučeno sa svojom djecom Katarinom i Sigismundom. Prema legendi, branila je grad branila od Turaka. Kad su joj Turci oteli djecu, poslije Kozograda pobjegla je iz Bosne, smjestila se u Rim i zaredila, a oporučno sve svoje blago ostavila narodu i prijateljima.
Vjeruje se zasnovano na nekim pisanim tragovima, da je kraljica Katarina na putu iz Bobovca ka Dubrovniku utočište našla u Kozogradu. U jednom samostanskom dokumentu piše da je kraljica Katarina u bijegu od osmanskih osvajača pokušala zavarati proronitelje tako što su konji i njene pratnje bili naopako potkovani. Kod Kozograda je dosjetka uspjela. Trag je zavarao progonitelje koji su pošli ka Zenici umjesto ka Dubrovniku, čime je kraljica dobila potrebno vrijeme i sigurnu udaljenost.
Dubrovački kroničar iz 16. stoljeća Jakov Lukarić zapisao je narodnu predaju prema kojoj je kraljica Katarina Kosača iz Kozograda pobjegla u Konjic, a dalje pješice do Dubrovnika i Rima.